# Урсдур
Урсдур (осет. Урсдур, Урс дуртæ — Урсдурта),  ранее Куатетри (груз. ქვათეთრი — Кватетри) — село в Закавказье. Согласно юрисдикции Южной Осетии, фактически контролирующей село, расположено в Знаурском районе, в 2014 году переименовон в селение Урс дуртæ.
согласно юрисдикции Грузии — в Карельском муниципалитете.

## География
Расположено на юго-востоке района на границе с собственно Грузией.

## Население
В 1886 году проживало 176 человек, все жители из которых — осетины. По переписи 1989 года из 146 жителей осетины составили 100 % . Из них 73 человека в Верхнем Куатетри (Земо-Кватетри), 73 человека в Среднем Куатетри (Шуа-Кватетри). Затем, после событий начала 1990-х гг., село в основном опустело.
В 2013 году в селе построен фельдшерско-акушерский пункт.

## Топографические карты
- Лист карты K-38-64 Цхинвали. Масштаб: 1 : 100 000. Состояние местности на 1987 год. Издание 1989 г.